# Epistauropus celebensis
Epistauropus celebensis är en fjärilsart som beskrevs av Walter Karl Johann Roepke 1944. Epistauropus celebensis ingår i släktet Epistauropus och familjen tandspinnare. Inga underarter finns listade i Catalogue of Life.